# Laureana di Borrello

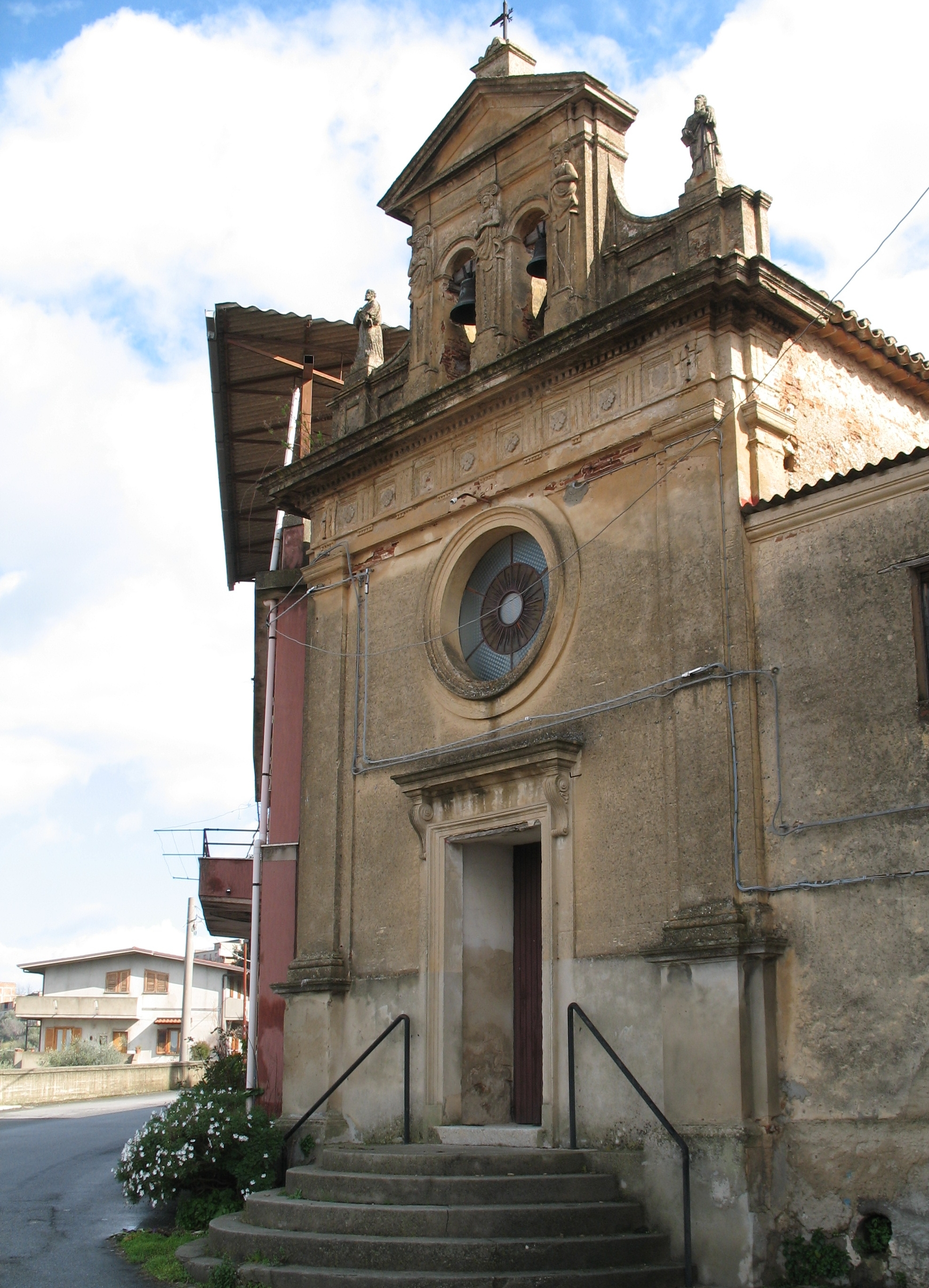
Iglesia San Francesco di Paola en vía Belvedere.

Laureana di Borrello es un comune o municipio Italiano perteneciente a la provincia de Reggio di Calabria, en la región italiana de Calabria. Tiene una población de 5.431 habitantes.
Los límites municipales son las comunas de Candidoni, Serrata, Feroleto della Chiesa, Plaesano, Rosarno y San Pietro de Caridà.
Los barrios de la ciudad son: Bellantone, Stelletanone, S.Anna
La fiesta patronal es el 16 de julio la Madonna de Carmine y San Gregorio Taumaturgo el 17 de noviembre.

## Evolución demográfica
| Gráfica de evolución demográfica de Laureana di Borrello entre 1861 y 2006 |
|                                                                            |
| Fuente ISTAT - elaboración gráfica de Wikipedia                            |

## Galería

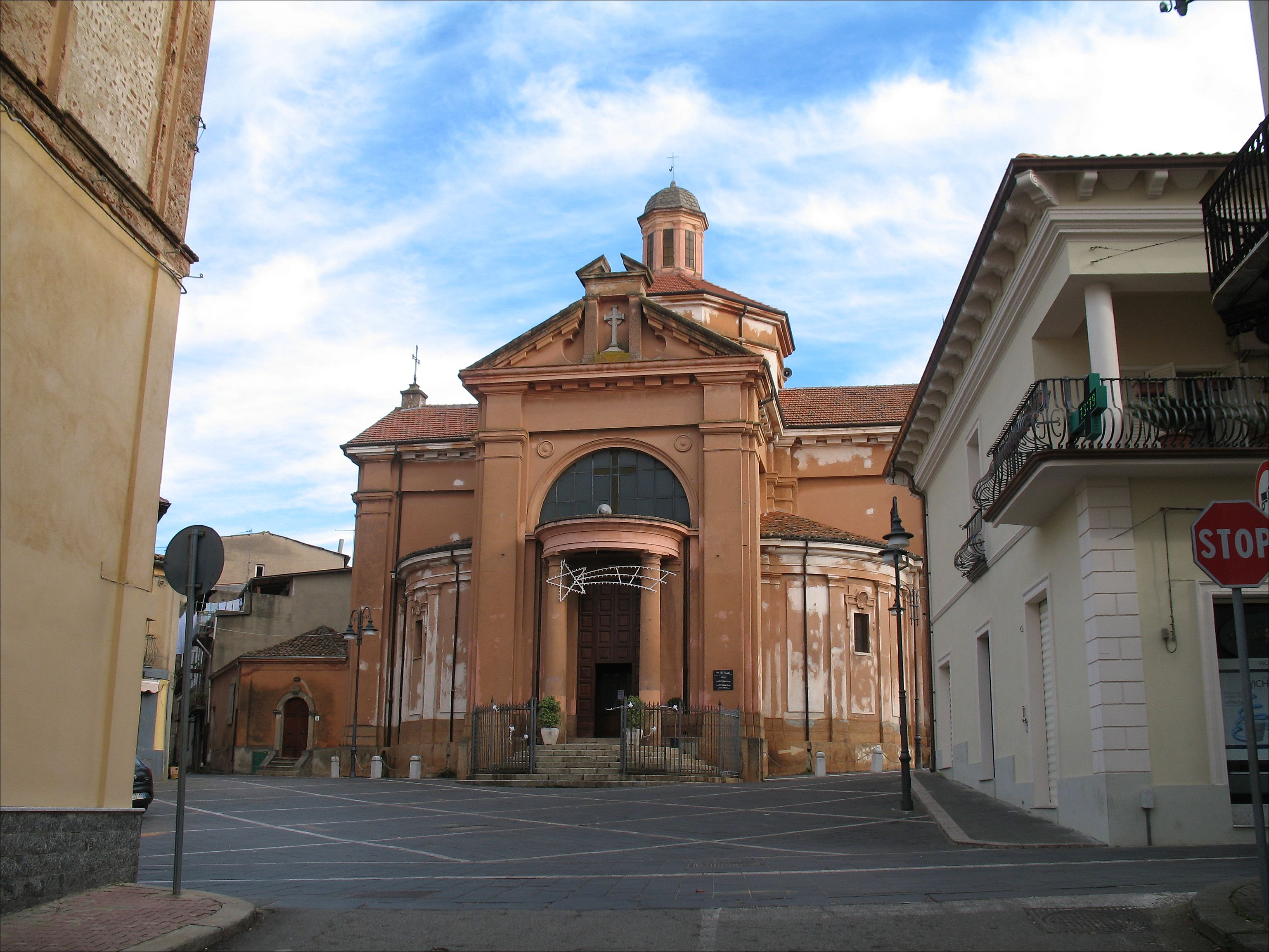
Chiesa Madre.
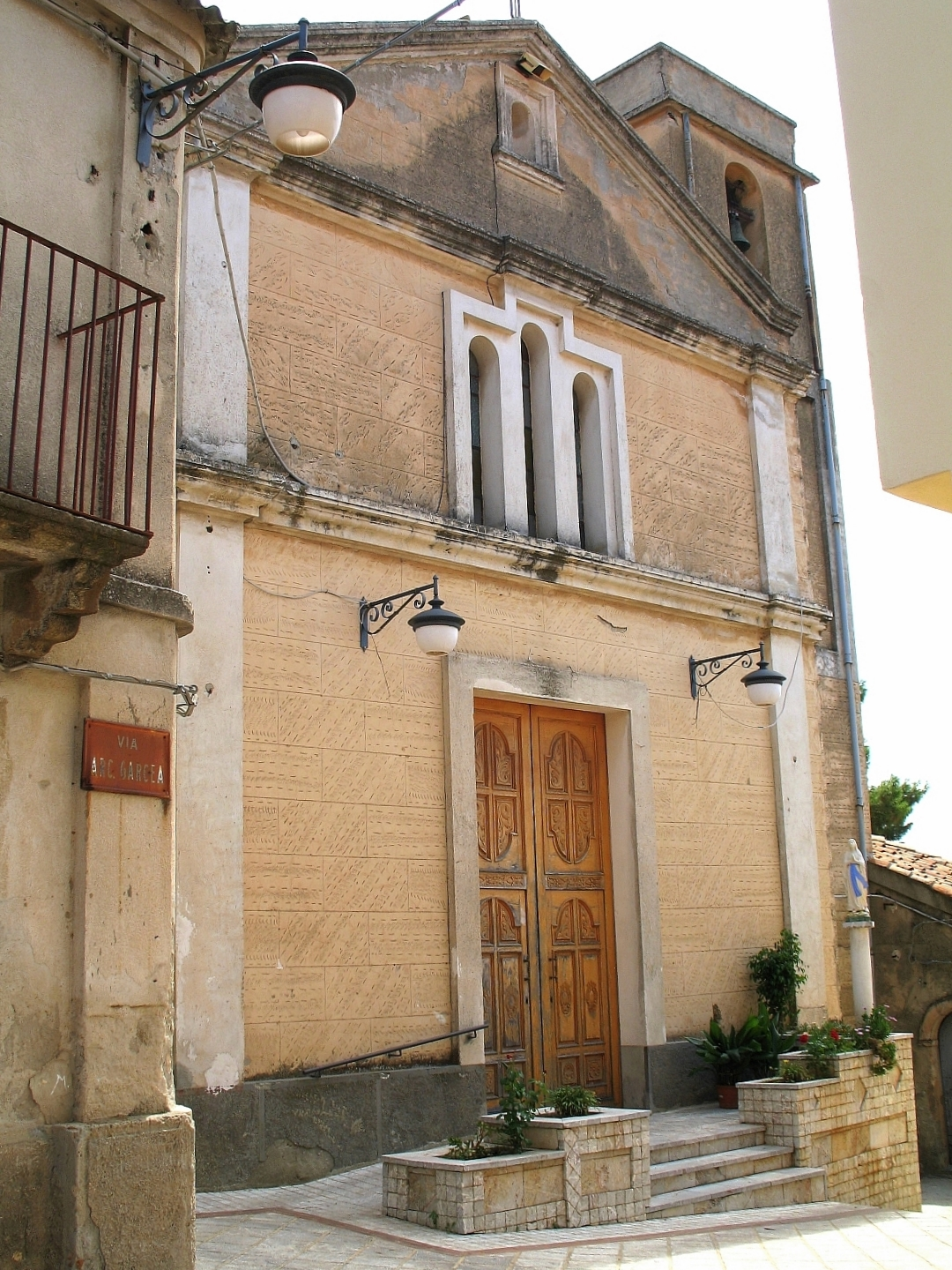
Iglesia de San Elías.
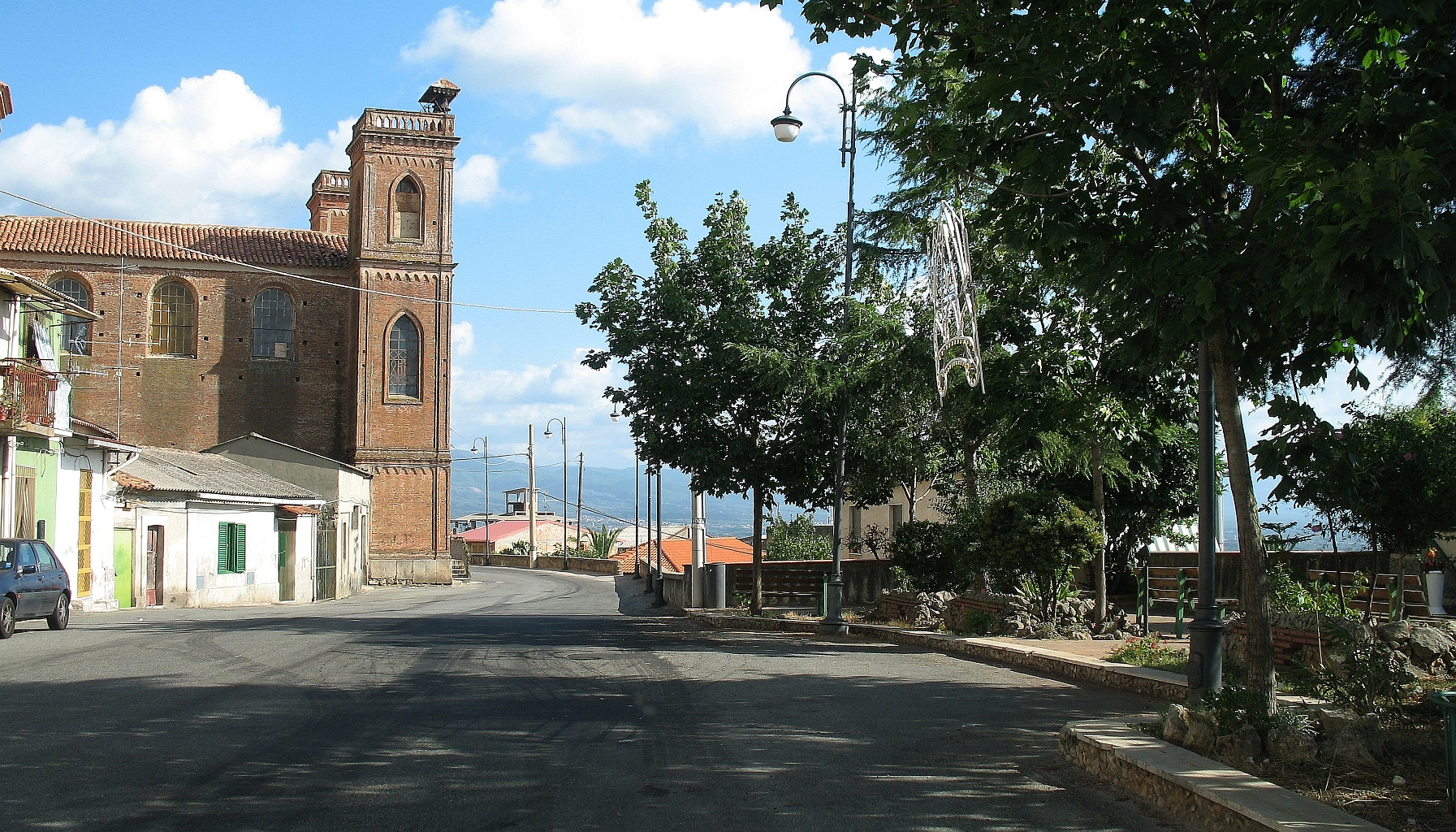
Via Belvedere: Iglesia de San Antonio.

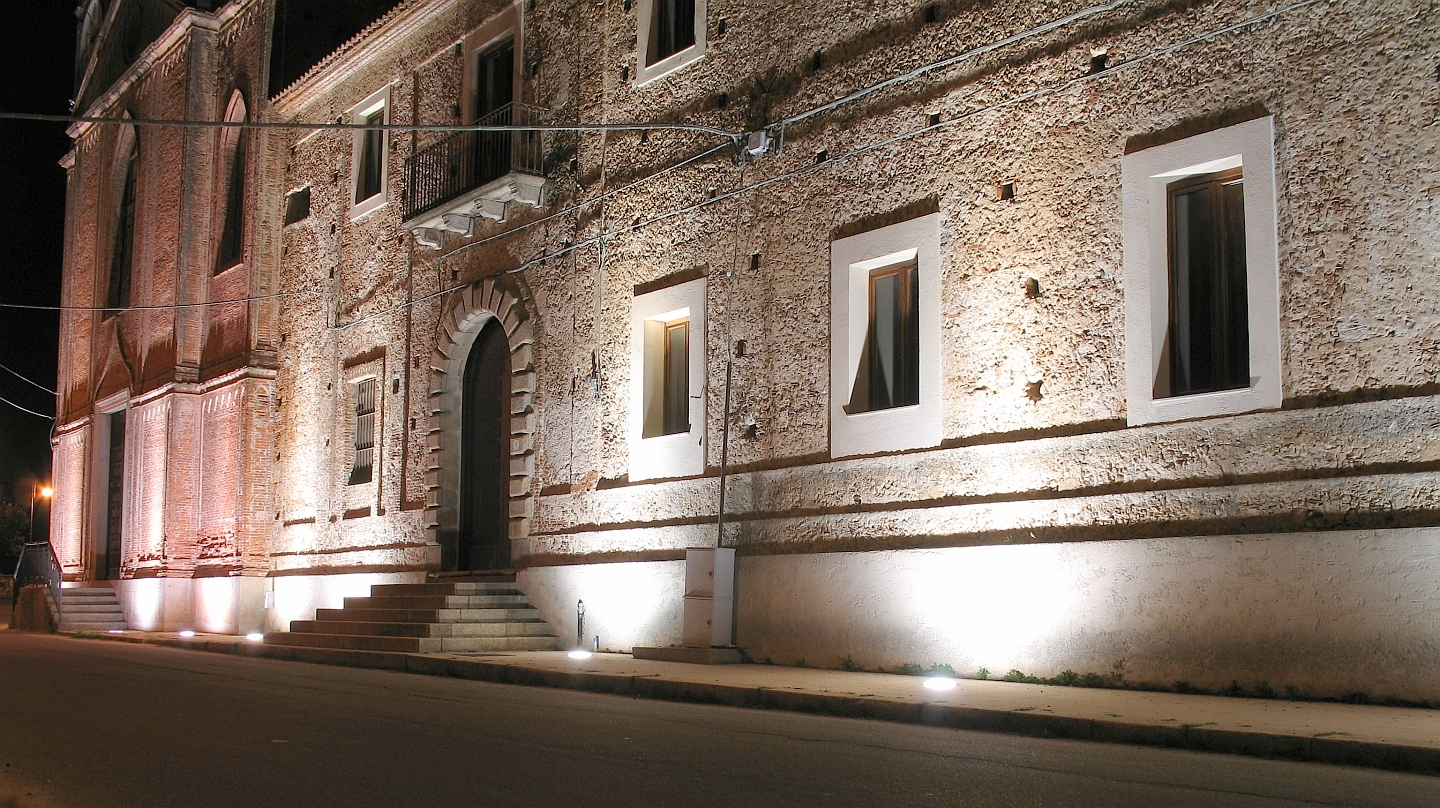
"Lauro" ex convento.
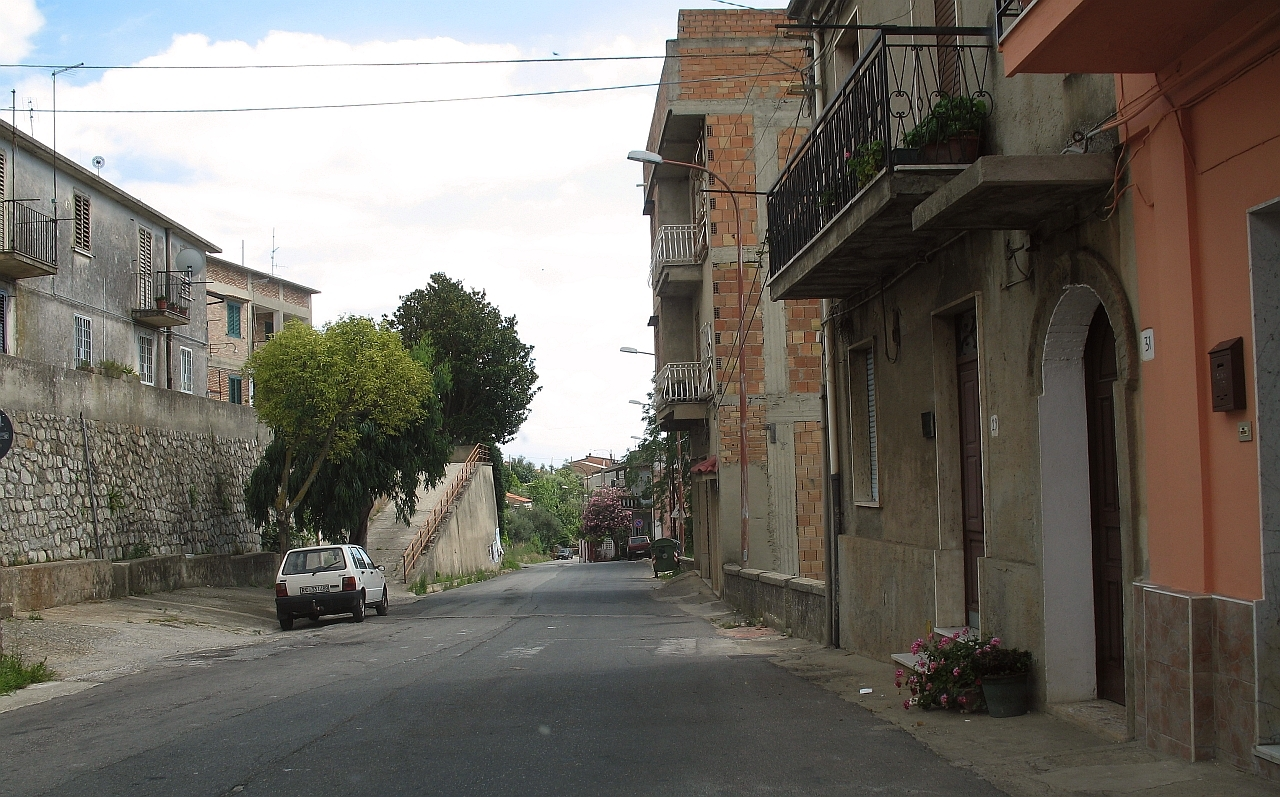
Bellantone - Tratto Via S.Anna.

- Wikimedia Commons alberga una galería multimedia sobre Laureana di Borrello.